# Dorylomorpha kuznetzovi
Dorylomorpha kuznetzovi är en tvåvingeart som beskrevs av Kuznetzova 1992. Dorylomorpha kuznetzovi ingår i släktet Dorylomorpha och familjen ögonflugor. Inga underarter finns listade i Catalogue of Life.